# セントラル・リーグ首都圏3球団合同企画 GSDB〜Get Stamp&DeKA Badge!
「セントラル・リーグ首都圏3球団合同企画 GSDB〜Get Stamp&DeKA Badge!」（セントラル・リーグしゅとけんさんきゅうだんごうどうきかく ジーエスディービー〜ゲット スタンプ アンド デカバッジ）とは、2012年より日本プロ野球において首都圏に本拠地を置くセントラル・リーグの横浜DeNAベイスターズ、東京ヤクルトスワローズ、読売ジャイアンツの3球団が参加する合同企画。

## 概要
この企画は横浜DeNAベイスターズ、東京ヤクルトスワローズ、読売ジャイアンツの3球団がファンに向けたサービスを提携していくもの。なおこの3球団が連携するのはセ・リーグ誕生60余年の歴史の中で初めて。
2012年3月19日に行われた記者会見にはヤクルト球団代表取締役社長オーナー代行・衣笠剛氏、読売巨人軍代表取締役・桃井恒和氏、横浜DeNAベイスターズ代表取締役社長・池田純氏のほか、各球団マスコットキャラクターのつば九郎（ヤクルト）、ジャビット（巨人）、DB.スターマン（DeNA）が出席した。
なおすでに、巨人対ヤクルトについては「東京ダービー」として2006年からこの2球団での直接対決でキャンペーン活動が行われ、2015年には両球団が「TOKYOシリーズ」の公式名称を制定した。ヤクルト対DeNAについても2007年から2011年、DeNAが親会社になる以前（当時の名称は横浜ベイスターズ）に「東横線ダービー」のキャンペーンを行っていたが、実際はヤクルトの本拠地である明治神宮野球場と横浜の本拠地である横浜スタジアムへのアクセス路線としての東横線・みなとみらい線の知名度は極端に低く、両球団のファンにすら定着せず2010年以降は目立ったプロモーション活動は行われていない。横浜の親会社がDeNAに変わった2012年以降は企画そのものが行われておらず、事実上この企画は消滅している。
2015年はパ・リーグ首都圏2球団（西武、ロッテ）も加え、『プロ野球首都圏5球団共同事業』として再スタートを切ったものの、この共同事業も2021年現在、行われていない。

## 企画
- 開幕から8月まで横浜スタジアム、東京ドーム、神宮球場で行われる対象32試合のうち、3球場4カード以上に来場し、スタンプを集めたファン先着1万人に直径約10センチの「デカ缶バッジ」をプレゼントする「3球場スタンプラリー」[4]。
- OBによる対決形式の始球式や、「ファン交流デー」と題して両チームのファン対象の合同抽選会などのイベント実施。
- 各球団のファンクラブではビジター球場のチケットも購入可能の他、来場ポイントを付与できるようにする。